# Bursite trochantérienne
 Mise en garde médicale
Une bursite trochantérienne est une inflammation d'une ou de plusieurs bourses dans la région trochantérienne (partie externe et supérieure du fémur).
Il existe trois bourses dans cette région :
- entre la capsule ilio-psoas, nommée la bourse séreuse ilio-pectinée ;
- entre le muscle piriforme et le moyen fessier ;
- entre le grand fessier, le muscle tenseur du fascia lata (TFL) et le grand trochanter.

La bursite se diagnostique selon différents critères :
- douleur en latérale de la hanche ;
- sensibilité distincte autour du grand trochanter ;
- douleur en rotation, abduction et/ou en adduction au-delà de l'amplitude normale spécialement lorsque le test de Patrick (FABER) est positif ;
- douleur à l'abduction forcée de la hanche ;
- douleur pseudoradiculaire.